# Lega dei Comunisti di Jugoslavia
La Lega dei Comunisti di Jugoslavia (in serbocroato Savez komunista Jugoslavije - SKJ/Савез комуниста Југославије - CKJ; in sloveno Zveza komunistov Jugoslavije - ZKJ; in macedone Сојуз на комунистите на Југославија - СКЈ), conosciuta fino al 1952 col nome di Partito Comunista di Jugoslavia (in serbocroato Komunistička partija Jugoslavije - KPJ/Комунистичка партија Југославије - KПJ; in sloveno Komunistična partija Jugoslavije - KPJ; in macedone Комунистичка партија на Југославија - КПЈ), fu un partito politico jugoslavo esistito tra il 1919 e il 1990.
La "Lega" (Savez/Савез/Zveza/Сојуз) fu dal 1945 al 1990 al governo della Jugoslavia; tra il 1937 e il 1980 essa fu guidata dal maresciallo Tito, che dopo la fine della guerra instaurò uno Stato socialista. Sotto la sua guida la Jugoslavia si caratterizzò per un particolare tipo di comunismo revisionista, il titismo, fondato sull'autogestione operaia (samoupravljanje) e anche da uno spiccato patriottismo socialista, includendo ovvero quelle che furono definite "vie nazionali al socialismo".

## Storia

### Prodromi
Il socialismo nei Paesi jugoslavi iniziò a manifestarsi già tra la fine del XIX e l'inizio del XX secolo. I primi movimenti socialisti in Serbia si svilupparono grazie al pensiero di Svetozar Marković e Dimitrije Tucović e al loro Partito Socialdemocratico Serbo.

### La fondazione
Con la fine della prima guerra mondiale e la creazione del Regno dei Serbi, Croati e Sloveni, i vari movimenti socialisti e marxisti del Paese iniziarono a unificarsi. L'unificazione di essi portò al primo congresso avvenuto tra il 20 e il 23 aprile 1919, che sancì la fondazione del Partito Socialista Operaio di Jugoslavia (Социјалистичка радничка партија Југославије). Un anno dopo al congresso di Vukovar esso cambiò nome in Partito Comunista di Jugoslavia (KPJ).
Il neonato partito ottenne subito risultati incoraggianti vincendo in molte città del Montenegro e della Croazia, ma le amministrazioni comuniste furono bandite e la dirigenza repressa. In seguito alle elezioni per l'Assemblea costituente del Paese nel 1920, i comunisti ottennero il 12,36% e quasi 200.000 voti conquistando 58 seggi su 419.

#### La scissione dei centristi
Dopo le elezioni e dopo il congresso di Vukovar, il KPJ risultava diviso tra la corrente centrista (Centrumaši) di ispirazione socialdemocratico-riformista e i rivoluzionari decisi a una rivoluzione su modello sovietico. I rivoluzionari prevalsero guidati da Filip Filipović, mentre i centristi lasciarono il partito fondando il Partito Socialista di Jugoslavia, come espressione politica dei socialdemocratici e dei socioliberali riformisti jugoslavi.

### I comunisti dal divieto fino alla dittatura del 6 gennaio
Essendo considerati una minaccia il reggente, Alessandro I di Jugoslavia, nel 1920, ordinò un "Divieto" (Обзнана) dichiarando illegale il partito comunista, a cui si aggiunse un decreto del Parlamento con cui ogni attività comunista era da considerare attentato allo stato. In questo clima alcuni giovani comunisti assassinarono il ministro dell'interno Milorad Drašković e attentarono (fallendo) alla vita del re. Moltissimi dirigenti comunisti furono costretti all'esilio e il partito perse ogni rilevanza in patria.
Ma nel 1929 il re sospese la costituzione e vietò i partiti politici iniziando la cosiddetta dittatura del 6 gennaio. La rappresaglia anti-comunista scoppiò in tutto il paese e l'intera dirigenza fu arrestata e imprigionata.

### La riorganizzazione e l'arrivo di Tito
Nonostante ciò tra il 1932 e 1934 il partito organizzato all'estero si stabilizzò rieleggendo un comitato centrale e contando 3.000 membri. Il KPJ fu colpito anche dalle Purghe staliniane di cui fu vittima buona parte della dirigenza. Proprio in questo periodo grazie alle sue abilità oratorie e politiche Josip Broz, un fabbro croato-sloveno, in seguito conosciuto col nome di Tito, riuscì a ottenere la guida del partito venendo eletto segretario generale del comitato centrale.

### La seconda guerra mondiale
Il 6 aprile 1941 le forze della Wehrmacht tedesca insieme a Italia, Ungheria e Bulgaria attaccarono la Jugoslavia. Il 17 aprile la resistenza del paese venne piegata, il re e il governo fuggirono in Inghilterra.
Ciò che rimaneva dell'esercito jugoslavo si coalizzò intorno al movimento nazionalista di resistenza guidato da Draža Mihailović, i Cetnici. Il KPJ inizialmente non ordinò la resistenza contro il nemico aspettando indicazioni dall'URSS, ancora non belligerante con la Germania di Hitler. Dopo l'inizio dell'Operazione Barbarossa i comunisti diedero vita all'Formazioni Partigiane di Jugoslavia, ridenominate poi Esercito popolare di liberazione della Jugoslavia ordinando la guerra totale contro il nemico. Ottenendo iniziali successi, fu dal 1943 in poi che i partigiani si imposero come principale forza di resistenza del paese giungendo nel 1945 sotto la guida di Tito a liberarlo.

### La presa di potere e il conflitto Tito-Stalin
Il 29 novembre 1945, l'Assemblea Costituente dichiarò la nascita della Repubblica Popolare Federale di Jugoslavia, abolendo la monarchia e vietando al re e alla dinastia Karađorđević il ritorno in patria. Il partito iniziò subito la riforma agraria e l'arresto dei principali dissidenti rimasti nel nuovo stato.

Bandiera della Lega con la scritta in serbocroato "proletari di tutti i Paesi, unitevi!".

Nel 1948, motivato dal desiderio di creare un'economia forte e indipendente, Tito, non deludendo in questo le speranze in lui riposte dagli Alleati, divenne il primo leader comunista (e il solo ad aver successo) a sfidare la leadership di Stalin nel Cominform e le sue richieste di lealtà assoluta.
L'adesione della Jugoslavia al Cominform esigeva un'obbedienza assoluta da parte di Tito alla linea fissata dal Cremlino. Tito, forte della liberazione della Jugoslavia dall'occupazione nazifascista da parte dei suoi partigiani, desiderava invece restare indipendente dalla volontà di Stalin. Le relazioni tra URSS e Jugoslavia ebbero subito dei momenti di tensione, a partire dalla censura sovietica sui messaggi che la resistenza jugoslava lanciava da Radio "Jugoslavia Libera", che trasmetteva da Mosca.
Tito prese quindi diverse iniziative sgradite ai dirigenti sovietici:
- il sostegno ai comunisti greci dell'ELAS, un'insurrezione che Stalin riteneva un'avventura;
- il progetto di una federazione balcanica con Albania, Bulgaria e Grecia.

A partire dal 1945, Stalin iniziò a nominare uomini a lui devoti all'interno del governo e del Partito Comunista di Jugoslavia. Allo stesso tempo, Tito rifiutò di lasciar subordinare la sua polizia, l'esercito e la politica estera, così come di veder creare delle società miste di produzione, attraverso le quali i sovietici avrebbero potuto controllare le branche essenziali dell'economia del paese.
Nel marzo 1948, Stalin richiamò tutti i consiglieri militari e gli specialisti civili presenti in Jugoslavia. Poco dopo, una lettera del Comitato Centrale sovietico inizia a criticare le decisioni del PC jugoslavo. Allo stesso modo, i dirigenti jugoslavi vicini a Tito fecero blocco attorno a lui e quelli fedeli a Mosca furono esclusi dal Comitato Centrale e arrestati. Il Cremlino giocò l'ultima carta portando la questione davanti al Cominform, ma Tito si oppose. A questo punto il Cominform considerò il rifiuto jugoslavo come un tradimento. Escludendo la Jugoslavia dal Cominform, Stalin sperò di provocare una sollevazione nel paese. Ma ciò non avvenne e il Partito Comunista Jugoslavo, epurato dai "cominformisti", elesse un nuovo Comitato Centrale totalmente devoto a Tito.
La rottura con l'Unione Sovietica portò molti riconoscimenti internazionali a Tito, ma creò anche un periodo di instabilità (il periodo dell'Informbiro). La via nazionale jugoslava al comunismo venne definita Titoismo da Mosca, che, incoraggiò le purghe contro sospetti titini negli altri paesi del blocco comunista.
Nel contesto della spaccatura tra cominformisti e titoisti, Tito diede vita in patria ad un clima fortemente repressivo. Oppositori politici, "cominformisti" o presunti tali (tra l'altro parecchi comunisti italiani - tanto autoctoni che immigrati - accusati di stalinismo), vennero rinchiusi in campi di prigionia, tra i quali spiccava il campo di Isola Calva (Goli Otok), dopo processi e condanne sommari.
Durante la crisi, Winston Churchill portò un discreto sostegno a Tito, chiedendogli in cambio di ritirare i suoi partigiani comunisti dalla Grecia e di cessare gli aiuti. Da parte sua, Churchill fece sapere a Stalin di non toccare la Jugoslavia.
Stalin tentò di sottomettere la Jugoslavia attraverso l'arma economica. Ridusse le esportazioni dell'URSS verso Belgrado del 90% e obbligò gli altri stati dell'Europa orientale a fare altrettanto. Questo blocco economico costrinse Tito ad aumentare i suoi scambi con i paesi occidentali. Pur restando fedele al socialismo e richiamandosi agli stessi principi dell'Unione Sovietica, la Jugoslavia ne rimase politicamente indipendente. Tito rimise dunque in discussione la direzione unica del mondo socialista impressa dall'URSS, aprendo la strada all'idea di un socialismo nazionale. Solamente la destalinizzazione lanciata da Nikita Chruščëv permetterà una normalizzazione dei rapporti tra URSS e Jugoslavia.

#### L'autogestione, via jugoslava al socialismo
Il 26 giugno 1950 l'Assemblea Nazionale Jugoslava approvò una legge cruciale, scritta da Tito e Milovan Đilas, sull'autogestione (samoupravljanje): un tipo indipendente di socialismo che sperimentò la condivisione dei profitti tra gli operai nelle industrie controllate dallo stato. Il 13 gennaio 1953, la legge sull'autogestione venne posta a base dell'intero ordine sociale in Jugoslavia.

### La Lega dei comunisti di Jugoslavia
Nel clima di lotta contro i cominformisti e nell'introduzione dell'autogestione, nel 1952 fu tenuto a Zagabria il VII Congresso del KPJ, decise di cambiare nome in Lega dei Comunisti di Jugoslavia (Savez komunista Jugoslavije, SKJ).
Ogni repubblica federata alla Jugoslavia ebbe inoltre un contraltare nazionale:
- Lega dei Comunisti della Bosnia ed Erzegovina
- Lega dei Comunisti di Croazia
- Lega dei Comunisti di Macedonia
- Lega dei Comunisti del Montenegro
- Lega dei Comunisti di Serbia:
  - Lega dei Comunisti del Kosovo
  - Lega dei Comunisti della Voivodina
- Lega dei Comunisti della Slovenia

#### Dissidenti
- Tra il 1948 e il 1953 durante il conflitto con Stalin migliaia di comunisti filo-sovietici furono imprigionati e uccisi a Goli otok (isola Calva).
- Nel 1954 lo stesso Milovan Đilas, ideatore dell'autogestione, fu espulso dal partito per le sue posizioni considerate troppo liberiste e democratiche.
- Nel 1966 il comunista serbo Aleksandar Ranković venne espulso dal SKJ perché contrario a ulteriori riforme in senso federalista dello Stato.
- Nel 1971 i capi della Primavera croata e i vertici della Lega dei Comunisti di Croazia, accusati di neofascismo e nazionalismo furono arrestati e internati.
- Nel 1972 gran parte della dirigenza della Lega dei Comunisti di Serbia si era spostata da posizioni ideologiche marxiste-titoiste al socialismo democratico (cosa che poteva potenzialmente aprire le porte a libere elezioni e ad un marcato avvicinamento al blocco occidentale) e venne pertanto epurata sotto l'accusa di "liberalismo".

### Crisi e dissoluzione
Dopo la morte di Tito, nel 1980, la Lega tentò in ogni modo di mostrarsi unita e evitare divisioni interne. Il partito, guidato da un comitato collettivo delle 6 repubbliche, però era chiaramente diviso e in preda a un'inevitabile implosione.
Gli anni novanta e il crollo del Muro di Berlino fecero da detonatore al ritorno del nazionalismo e del separatismo. L'ultimo tentativo di riunificazione fu il XIV Congresso, che però fu dominato dalla nuova politica della Lega dei Comunisti di Serbia e di Slobodan Milošević che causò l'abbandono del congresso da parte dei delegati sloveni e croati. Così la Lega cessò anche formalmente di esistere, i suoi contraltari nazionali si trasformarono in partiti socialisti riformisti mentre il Paese, dopo le prime elezioni libere del 1990, vinte dai movimenti nazionalisti, piombò in una sanguinosa guerra civile che porterà alla fine della Jugoslavia, come patria degli slavi del sud.

## Capi
| Nome | Inizio/Fine                       | Posizione                                          |
| --- | --------------------------------- | -------------------------------------------------- |
| Filip Filipović Živko Topalović                                                                                               | aprile 1919 - giugno 1920         | Segretari politici                                 |
| Vladimir Ćopić | aprile 1919 - giugno 1920         | Segretario organizzativo                           |
| Pavle Pavlović Jakov Lastrić                                                                                                  | giugno 1920 - agosto 1921         | Presidenti del Comitato centrale                   |
| Filip Filipović Sima Marković                                                                                                 | giugno 1920 - agosto 1921         | Segretari politici                                 |
| Vladimir Ćopić | giugno 1920 - agosto 1921         | Segretario organizzativo                           |
| Dopo il Divieto del 1921 venne creato il Comitato centrale alternativo:                                                       |                                   |                                                    |
| Kosta Novaković Triša Kaclerović Moša Pijade                                                                                  | agosto 1921 - luglio 1922         | Comitato centrale alternativo                      |
| Nel 1921 venne creato il Comitato esecutivo del Partito Comunista in esilio, in opposizione al Comitato centrale alternativo: |                                   |                                                    |
| Sima Marković | settembre 1921 - luglio 1922      | Comitato esecutivo del Partito Comunista in esilio |
| Le due fazioni si riunirono a Vienna nel luglio 1922:                                                                         |                                   |                                                    |
| Sima Marković | luglio 1922 - maggio 1923         | Segretario                                         |
| Triša Kaclerović | maggio 1923 - maggio 1926         | Segretario                                         |
| Sima Marković | maggio 1926 - aprile 1928         | Segretario politico                                |
| Radomir Vujović | maggio 1926 - aprile 1928         | Segretario organizzativo                           |
| Il Comitato centrale riunficato venne sciolto dal Comintern e sostituito da una commissione temporanea:                       |                                   |                                                    |
| Commissione temporanea sotto Đuro Đaković                                                                                     | aprile 1928 - novembre 1928       | Segretario generale                                |
| Jovan Mališić | novembre 1928 - dicembre 1934     | Segretario politico                                |
| Đuro Đaković | novembre 1928 - novembre 1929     | Segretario organizzativo                           |
| Nel 1930 la leadership del partito venne esiliata a Vienna e non ebbe contatti con il paese fino al 1934.                     |                                   |                                                    |
| Milan Gorkić | dicembre 1934 - novembre 1936     | Segretario politico                                |
| Josip Broz Tito | novembre 1936 - 4 maggio 1980     | Segretario generale - Presidente della Presidenza  |
| Presidente della Presidenza                                                                                                   | Inizio/Fine                       | Inizio/Fine                                        |
| Branko Mikulić (ad interim)                                                                                                   | 19 ottobre 1978 - 23 ottobre 1979 | 19 ottobre 1978 - 23 ottobre 1979                  |
| Stevan Doronjski | 23 ottobre 1979 - 20 ottobre 1980 | 23 ottobre 1979 - 20 ottobre 1980                  |
| Lazar Mojsov | 20 ottobre 1980 - 20 ottobre 1981 | 20 ottobre 1980 - 20 ottobre 1981                  |
| Dušan Dragosavac | 20 ottobre 1981 - 29 giugno 1982  | 20 ottobre 1981 - 29 giugno 1982                   |
| Mitja Ribičič | 29 giugno 1982 - 30 giugno 1983   | 29 giugno 1982 - 30 giugno 1983                    |
| Dragoslav Marković | 30 giugno 1983 - 26 giugno 1984   | 30 giugno 1983 - 26 giugno 1984                    |
| Ali Shukrija | 26 giugno 1984 - 25 giugno 1985   | 26 giugno 1984 - 25 giugno 1985                    |
| Vidoje Žarković | 25 giugno 1985 - 26 giugno 1986   | 25 giugno 1985 - 26 giugno 1986                    |
| Milanko Renovica | 28 giugno 1986 - 30 giugno 1987   | 28 giugno 1986 - 30 giugno 1987                    |
| Boško Krunić | 30 giugno 1987 - 30 giugno 1988   | 30 giugno 1987 - 30 giugno 1988                    |
| Stipe Šuvar | 30 giugno 1988 - 17 maggio 1989   | 30 giugno 1988 - 17 maggio 1989                    |
| Milan Pančevski | 17 maggio 1989 - 30 giugno 1990   | 17 maggio 1989 - 30 giugno 1990                    |

## Eredi
La Lega non ebbe un erede legittimo, ma ogni sua filiale si trasformò:
- La Lega dei Comunisti di Serbia, nel 1990 nel Partito Socialista di Serbia;
- La Lega dei Comunisti di Croazia, nel 1990 nel Partito dei Cambiamenti Democratici;
- La Lega dei Comunisti della Slovenia, nel 1990 nel Partito delle Riforme Democratiche;
- La Lega dei Comunisti di Macedonia, nel 1990 nell'Unione Socialdemocratica di Macedonia;
- La Lega dei Comunisti della Bosnia ed Erzegovina, nel 1991 nel Partito Socialdemocratico di Bosnia ed Erzegovina;
- La Lega dei Comunisti del Montenegro, nel 1991 nel Partito Democratico dei Socialisti del Montenegro.

Altri movimenti, presenti ancora oggi si richiamano alla Lega e a Josip Broz Tito.